# Berndt-Otto Rehbinder
Berndt-Otto Rehbinder   (Karlskrona, 1 de maig de 1918 - Boden, 12 de desembre de 1974) va ser un tirador d'esgrima suec, especialista en espasa, guanyador d'una medalla olímpica.
El 1952 va prendre part en els Jocs Olímpics d'Estiu de Hèlsinki, on guanyà la medalla de plata en la prova d'espasa per equips del programa d'esgrima. També disputà els Jocs de Melbourne de 1956 i de Roma de 1960, tot i que sense sort.
En el seu palmarès també destaquen quatre medalles al Campionat del món d'esgrima, una de plata i tres de bronze, entre les edicions de 1950 i 1961. Guanyà dos campionats nacionals individuals d'espasa, el 1942 i 1943.
Va morir el 1974 per culpa d'un atac de cor.